# Ralph Lugon
 (novembre 2024).
La mise en forme du texte ne suit pas les recommandations de Wikipédia : il faut le « wikifier ».
Les points d'amélioration suivants sont les cas les plus fréquents :
- Les titres sont pré-formatés par le logiciel. Ils ne sont ni en capitales, ni en gras.
- Le texte ne doit pas être écrit en capitales (les noms de famille non plus), ni en gras, ni en italique, ni en « petit »…
- Le gras n'est utilisé que pour surligner le titre de l'article dans l'introduction, une seule fois.
- L'italique est rarement utilisé : mots en langue étrangère, titres d'œuvres, noms de bateaux, etc.
- Les citations ne sont pas en italique mais en corps de texte normal. Elles sont entourées par des guillemets français : « et ».
- Les listes à puces sont à éviter, des paragraphes rédigés étant largement préférés. Les tableaux sont à réserver à la présentation de données structurées (résultats, etc.).
- Les appels de note de bas de page (petits chiffres en exposant, introduits par l'outil «  Source ») sont à placer entre la fin de phrase et le point final[comme ça].
- Les liens internes (vers d'autres articles de Wikipédia) sont à choisir avec parcimonie. Créez des liens vers des articles approfondissant le sujet. Les termes génériques sans rapport avec le sujet sont à éviter, ainsi que les répétitions de liens vers un même terme.
- Les liens externes sont à placer uniquement dans une section « Liens externes », à la fin de l'article. Ces liens sont à choisir avec parcimonie suivant les règles définies. Si un lien sert de source à l'article, son insertion dans le texte est à faire par les notes de bas de page.
- La présentation des références doit suivre les conventions bibliographiques. Il est recommandé d'utiliser les modèles {{Ouvrage}}, {{Chapitre}}, {{Article}}, {{Lien web}} et/ou {{Bibliographie}}. Le mode d'édition visuel peut mettre en forme automatiquement les références.
- Insérer une infobox (cadre d'informations à droite) n'est pas obligatoire pour parachever la mise en page.

Pour une aide détaillée, merci de consulter Aide:Wikification.
Si vous pensez que ces points ont été résolus, vous pouvez retirer ce bandeau et améliorer la mise en forme d'un autre article.
Ralph Lugon est un géographe et glaciologue suisse né le 2 décembre 1963 à Sion en Suisse.
Il est une figure éminente de la géographie suisse, spécialisée dans les recherches sur les glaciers alpins et le permafrost, mettant en lumière leur importance en tant qu'archives climatiques et culturelles. Il est également reconnu pour son engagement dans la vulgarisation scientifique et la promotion d’un tourisme alpin durable.

## Biographie

### jeunesse et formation
Ralph Lugon naît le 2 décembre 1963 en Suisse, un pays dont les paysages alpins marqueront profondément sa vie et son parcours. Passionné dès son jeune âge par les montagnes, l'ornithologie et les environnements naturels, il décide de consacrer sa carrière à l’étude des glaciers et des interactions entre les sociétés humaines et leur environnement.
Il poursuit des études de géographie à l’Université de Fribourg, où il obtient son doctorat avec une spécialisation en glaciologie. Sa thèse se concentre sur les transformations des glaciers alpins et du permafrost sous l’effet du changement climatique et leurs impacts sur les paysages et les activités humaines.

### Carrière professionnelle
Après ses études, Ralph Lugon commence sa carrière au Département de géosciences de l’Université de Fribourg en tant que collaborateur associé. Il participe à divers projets interdisciplinaires qui combinent les sciences naturelles et sociales, notamment autour des thèmes de la conservation des paysages alpins et de l’adaptation au changement climatique.
[4]En 2012, il rejoint l’Institut Tourisme de la Haute École spécialisée de Suisse occidentale (HES-SO) Valais-Wallis comme adjoint scientifique. À ce poste, il joue un rôle central dans la création de l’Observatoire valaisan du tourisme, une initiative innovante visant à fournir des données et analyses pour un développement touristique durable dans la région.

## Contributions scientifiques

### Axes de recherche
Ses travaux scientifiques se concentrent sur la compréhension des environnements glaciaires et périglaciaires, ainsi que sur les interactions entre les activités humaines et les processus naturels en haute montagne. il explore des thématiques interdisciplinaires mêlant glaciologie, archéologie, gestion des risques naturels, et modélisation environnementale.

### Publications scientifiques
- Pour une archéologie glaciaire participative (2024)  Cette étude présente une application développée par l'Office cantonal d'Archéologie du Valais, destinée aux montagnards et alpinistes, pour signaler les artefacts libérés par la fonte accélérée des glaces alpines.
- A Glacial Archaeology Update from the Canton of Valais, Switzerland (and a call for citizen scientists) (2023)  Cet article résume les activités récentes en archéologie glaciaire dans les Alpes pennines et bernoises, et appelle à la participation citoyenne pour la découverte d'artefacts.
- Glacial Archaeology in the Pennine Alps, Switzerland/Italy, 2011–2014 (2018)  Ce rapport résume un projet d'archéologie glaciaire financé par le Fonds National Suisse, intégrant des méthodes interdisciplinaires et ayant permis la collecte de plus de cent objets d'intérêt archéologique.
- Evaluation du potentiel archéologique sur les cols des Alpes pennines et lépontines (Canton du Valais, Suisse) (2017)  Cette étude évalue le potentiel archéologique des cols alpins en utilisant des systèmes d'information géographique et des analyses de trajets optimaux.
- Die Penninischen Hochalpenpässe und ihr archäologisches Potenzial: ein Vorhersagemodell (2016)  Ce chapitre présente un modèle prédictif du potentiel archéologique des cols des Hautes Alpes pennines, basé sur des simulations assistées par SIG.
- Morphologie, Entwicklung und archäologisches Potenzial des Theodulgletschers: gestern, heute und morgen (2016)  Cette publication analyse la morphologie, l'évolution et le potentiel archéologique du glacier du Théodule, en tenant compte des fluctuations holocènes et des projections futures.
- Anhang: references in the book '400 Jahre im Gletschereis (2016)  Ce chapitre fournit les références pour les articles sur le glacier du Théodule et le potentiel archéologique des cols alpins, publiés dans le livre "400 Jahre im Gletschereis".
- Least cost path analysis for predicting glacial archaeological site potential in central Europe (2015)  Cette étude utilise l'analyse des chemins de moindre coût pour prédire le potentiel des sites archéologiques glaciaires en Europe centrale, en calibrant des rasters de coût avec des données de terrain.
- Rock-glacier dynamics and magnitude–frequency relations of debris flows in a high-elevation watershed: Ritigraben, Swiss Alps (2010)  Cet article combine des données sur 50 ans de fluage du glacier rocheux du Ritigraben avec des relations magnitude-fréquence des coulées de débris, pour évaluer les risques naturels en haute montagne.
- Climate information for decision-making: lessons learned from effective user-provider communication schemes (2010)  Ce rapport technique discute des leçons tirées de schémas efficaces de communication entre utilisateurs et fournisseurs d'informations climatiques, pour une meilleure prise de décision.
- ERS InSAR for Assessing Rock Glacier Activity (2008)  Cette étude évalue le potentiel de l'interférométrie radar satellitaire ERS pour estimer l'ampleur et la répartition spatiale des mouvements de pente dans un environnement périglaciaire alpin.
- Aléas naturels en zone de pergélisol et détection des risques, Alpes valaisannes, Suisse (2008)  Ce rapport technique examine les risques naturels associés au pergélisol dans les Alpes valaisannes et propose des méthodes de détection pour la gestion des risques.
- Challenges of Living with Glaciers in the Swiss Alps, Past and Present (2008)  Ce chapitre analyse les défis liés à la cohabitation avec les glaciers dans les Alpes suisses, en considérant les aspects historiques et contemporains.
- Typical ERS InSAR signature of slope movements in a periglacial mountain environment (Swiss Alps) (2007)  Cet article identifie les signatures typiques des mouvements de pente dans un environnement périglaciaire alpin, en utilisant l'interférométrie radar satellitaire ERS.
- ERS InSAR for Detecting Slope Movement in a Periglacial Mountain Environment (Western Valais Alps, Switzerland) (2006)  Cette publication explore l'utilisation de l'interférométrie radar ERS pour détecter les mouvements de pente dans les Alpes valaisannes occidentales.
- Patrimoine culturel et géomorphologie: le cas valaisan de quelques blocs erratiques, d'une marmite glaciaire et d'une moraine (2006)  Cet article étudie l'importance culturelle et géomorphologique de certains blocs erratiques, marmites glaciaires et moraines dans le canton du Valais.
- Murray GRAY, Geodiversity, valuing and conserving abiotic nature (2006)  Cette publication est une critique du livre de Murray Gray sur la géodiversité et la conservation de la nature abiotique.
- Permafrost and Little Ice Age glacier relationships, Posets Massif, Central Pyrenees, Spain (2004)  Cette étude examine les relations entre le pergélisol et les glaciers du Petit Âge glaciaire dans le massif des Posets, dans les Pyrénées centrales.
- Evolution du pergélisol dans les complexes glaciers/glaciers rocheux des Becs-de-Bosson et de Lona (Nax/St-Martin, VS) (2004)  Cette publication analyse l'évolution du pergélisol dans les complexes glaciaires des Becs-de-Bosson et de Lona, dans le canton du Valais.

- Pour un inventaire des géotopes du canton du Valais (2003)  Cette étude propose un inventaire des géotopes du canton du Valais, mettant en avant l'importance de ces sites géologiques pour la compréhension des processus naturels et leur valeur patrimoniale.
- Modelling Alpine permafrost distribution, Val de Réchy, Valais Alps (Switzerland) (2001)  Cet article présente une modélisation de la distribution du pergélisol alpin dans le Val de Réchy, utilisant des systèmes d'information géographique pour prédire la présence de pergélisol en fonction de divers facteurs environnementaux.
- The partial collapse of the Dolent glacier moraine (Swiss Alps, Mont Blanc Range) (2000)  Cette publication analyse l'effondrement partiel de la moraine du glacier du Dolent en 1990, qui a déclenché une coulée de débris menaçant des zones habitées, et discute des implications pour la gestion des risques naturels.
- Permafrost map of Switzerland (1998)  Ce travail présente une carte du pergélisol en Suisse, offrant une vision d'ensemble de sa distribution et servant d'outil pour la recherche et la gestion des territoires affectés par le pergélisol.
- Stabilité des terrains meubles en zone de pergélisol et changements climatiques. Deux études de cas en Valais: le Ritigraben (Mattertal) et la moraine du Dolent (Val Ferret) (1998)  Cette étude examine la stabilité des terrains meubles en zones de pergélisol face aux changements climatiques, à travers deux cas d'étude dans le canton du Valais, et propose des stratégies pour la gestion des risques associés.
- Climatic Change and Debris Flows in High Mountain Regions: The Case Study of the Ritigraben Torrent (Swiss Alps) (1997)  Cet article explore l'impact des changements climatiques sur les coulées de débris dans les régions de haute montagne, en se concentrant sur le torrent du Ritigraben, et analyse les déclencheurs météorologiques de ces événements[1].

## Vulgarisation scientifique
Ralph Lugon s'est engagé dans la vulgarisation scientifique à travers plusieurs interventions médiatiques notables :
- Radio Télévision Suisse (RTS) - 20 juillet 2017 : Il a participé à une émission intitulée "Les glaces, un milieu de conservation prodigieux pour la science", où il a discuté de l'archéologie glaciaire et de la conservation des artefacts découverts grâce à la fonte des glaciers[2].
- Podcast "Le Point J" - 2021 : Ralph Lugon a été invité pour aborder les pratiques de voyage éthiques et durables, partageant son expertise sur le tourisme responsable face aux défis climatiques[3].

Ces interventions illustrent son engagement à rendre la science accessible au grand public et à sensibiliser aux enjeux environnementaux contemporains.

## Engagements actuels
Ralph Lugon poursuit actuellement des recherches sur l’intégration des principes de durabilité dans les stations de ski et les infrastructures touristiques des Alpes suisses. Il s’implique également dans des projets visant à sensibiliser les générations futures aux enjeux climatiques et à la protection du patrimoine naturel.